# オストルダ郡
オストルダ郡（波: powiat ostródzki）は、北ポーランドのヴァルミア＝マズールィ県にある地方自治体。1998年のLocal Government Reorganizationの結果、1999年1月1日に誕生した。最大の町は郡都オストルダで、オルシュティンの西37kmのところに位置する。
郡は合計で1,764.89km2の面積がある。2006年の統計で、郡全体の人口が105,286人である。

## 近隣の郡
北東部はリズバルク郡、東部はオルシュティン郡、南東部はニジツァ郡、南部はジャウドヴォ郡、西部はイワヴァ郡とスズタム郡、北西部はエルブロンク郡に接している。

## 下位自治体
郡は9つの下位自治体（グミナ）に分割される。（1つの都市、3つの田園都市、5つの田舎）なお、人口順に並べてある。
| 名称                   | 種類     | 面積（km2） | 人口（2006年） | 中心地         |
| ---------------------- | -------- | ----------- | -------------- | -------------- |
| オストルダ             | 都市     | 14.2        | 33,419         |                |
| グミナ・モロンク       | 田園都市 | 310.6       | 24,886         | モロンク       |
| グミナ・オストルダ     | 田舎     | 401.1       | 15,501         | オストルダ *   |
| Gmina Małdyty          | 田舎     | 188.9       | 6,281          | Małdyty        |
| Gmina Miłakowo         | 田園都市 | 159.4       | 5,736          | Miłakowo       |
| グミナ・グルンヴァルト | 田舎     | 179.8       | 5,648          | グルンヴァルト |
| Gmina Miłomłyn         | 田舎     | 160.9       | 4,988          | Miłomłyn       |
| Gmina Łukta            | 田舎     | 184.7       | 4,458          | Łukta          |
| Gmina Dąbrówno         | 田舎     | 165.4       | 4,369          | Dąbrówno       |
| * グミナの一部ではない |          |             |                |                |

## その他の村
- ステンバルク（グミナ・グルンヴァルト）

## 参照
- ポーランドの公式の人口2006